# Bruce Stuart

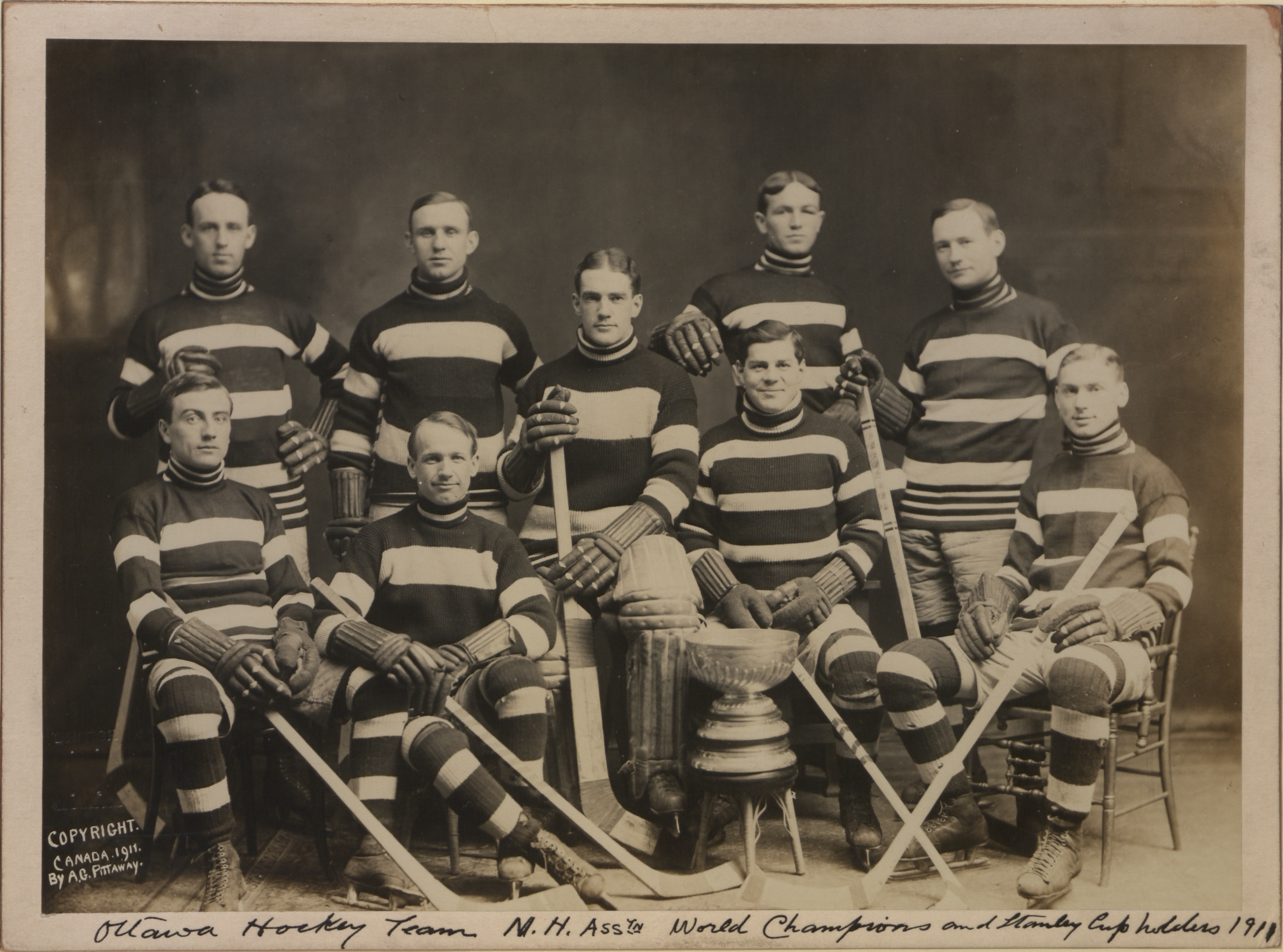
Bruce Stuart, tvåa från höger, med Ottawa Hockey Club och Stanley Cup 1911.

Bruce Charles Stuart, född 30 november 1881 i Ottawa, Ontario, död 28 oktober 1961 i Ottawa, var en kanadensisk ishockeyspelare, både på amatörnivå och professionellt.

## Karriär
Bruce Stuart spelade som centerforward och rover för Ottawa Hockey Club, Quebec Bulldogs, Pittsburgh Victorias, Portage Lakes Hockey Club och Montreal Wanderers åren 1899–1911. Han vann Stanley Cup fyra gånger; 1908 med Montreal Wanderers samt 1909, 1910 och 1911 som lagkapten för Ottawa Senators.
Bruce Stuarts äldre bror Hod Stuart var även han professionell ishockeyspelare och bröderna spelade tillsammans i Ottawa Hockey Club och Quebec Bulldogs i Canadian Amateur Hockey League åren 1899–1901 samt i Portage Lakes Hockey Club säsongen 1903–04. Hod Stuart dog 1907, 28 år gammal, i en dykningsolycka.
1961 valdes Bruce Stuart in i Hockey Hall of Fame.
Vid sidan om ishockeyn öppnade Stuart i december 1909 en skoaffär, Bruce Stuart & Co., på 275 Bank Street i Ottawa som förutom stövlar och skor även sålde skridskor.

## Statistik
CAHL = Canadian Amateur Hockey League, WPHL = Western Pennsylvania Hockey League, Trä. = Träningsmatcher, ECAHA = Eastern Canada Amateur Hockey Association, CHA = Canadian Hockey Association
| 1899                | Ottawa Hockey Club        | CAHL                | 1  | 1  | 0 | 1  | –   | – | –  | – | –  | –  |
| 1900                | Ottawa Hockey Club        | CAHL                | 5  | 11 | 0 | 11 | –   | – | –  | – | –  | –  |
| 1901                | Quebec Bulldogs           | CAHL                | 6  | 5  | 0 | 5  | –   | – | –  | – | –  | –  |
| 1902                | Ottawa Hockey Club        | CAHL                | 8  | 9  | 0 | 9  | –   | – | –  | – | –  | –  |
| 1902–03             | Pittsburgh Victorias      | WPHL                | 10 | 16 | 6 | 22 | 20  | – | –  | – | –  | –  |
| 1903–04             | Portage Lakes Hockey Club | Trä.                | 14 | 44 | 0 | 44 | 6   | 9 | 28 | 0 | 28 | 13 |
| 1904–05             | Portage Lakes Hockey Club | IPHL                | 22 | 33 | 0 | 33 | 59  | – | –  | – | –  | –  |
| 1905–06             | Portage Lakes Hockey Club | IPHL                | 20 | 15 | 0 | 15 | 22  | – | –  | – | –  | –  |
| 1906–07             | Portage Lakes Hockey Club | IPHL                | 23 | 20 | 9 | 29 | 81  | – | –  | – | –  | –  |
| 1907–08             | Montreal Wanderers        | ECAHA               | 3  | 3  | 0 | 3  | 18  | – | –  | – | –  | –  |
| 1907–08             | Montreal Wanderers        | Stanley Cup         |    |    |   |    |     | 3 | 8  | 0 | 8  | 18 |
| 1909                | Ottawa Senators           | ECHA                | 11 | 22 | 0 | 22 | 30  | – | –  | – | –  | –  |
| 1909–10             | Ottawa Senators           | CHA                 | 2  | 4  | 0 | 4  | 0   | – | –  | – | –  | –  |
| 1910                | Ottawa Senators           | NHA                 | 7  | 14 | 0 | 14 | 17  | – | –  | – | –  | –  |
|                     | Ottawa Senators           | Stanley Cup         |    |    |   |    |     | 4 | 10 | 0 | 10 | 6  |
| 1910–11             | Ottawa Senators           | NHA                 | 3  | 0  | 0 | 0  | 0   | – | –  | – | –  | –  |
| CAHL totalt         | CAHL totalt               | CAHL totalt         | 20 | 26 | 0 | 26 | –   | – | –  | – | –  | –  |
| IPHL totalt         | IPHL totalt               | IPHL totalt         | 65 | 68 | 9 | 77 | 162 | – | –  | – | –  | –  |
| ECAHA + ECHA totalt | ECAHA + ECHA totalt       | ECAHA + ECHA totalt | 14 | 25 | 0 | 25 | 48  | – | –  | – | –  | –  |
| NHA totalt          | NHA totalt                | NHA totalt          | 10 | 14 | 0 | 14 | 17  | – | –  | – | –  | –  |
| Stanley Cup totalt  | Stanley Cup totalt        | Stanley Cup totalt  |    |    |   |    |     | 7 | 18 | 0 | 18 | 24 |

Statistik från hockey-reference.com och hhof.com